# سفيردروب
في علم المحيطات، فإن السفيردروب (الرمز: Sv) هو وحدة قياس مترية لا تتبع النظام الدولي للوحدات، مع 1 سفير دروب يساوي مليون متر مكعب في الثانية (260.000.000 جالون أمريكي / ثانية)؛ وهو ما يعادل وحدة الهكتومتر المكعبة المشتقة من النظام الدولي للوحدات في الثانية (الرمز: هكتومتر مكعب/ثانية أو هكتومتر مكعب.ثانية -1). يتم أستخدامه بشكل حصري تقريبًا في علم المحيطات لقياس المعدل الحجمي لا نتقال تيارات المحيطات. سميت على أسم هارالد سفيردروب. وهي تتميز عن وحدة سيفرت SI أو غير السفيدبرغ SI ، والتي تستخدم نفس الرمز.
في سياق التيارات المحيطية، يمكن تخيل حجم مليون متر مكعب على أنه «شريحة» من المحيط بأبعاد 1 كم × 1 كم × 1 م (العرض × الطول × السُمك). في هذا المقياس، يمكن مقارنة هذه الوحدات بسهولة أكبر من حيث عرض التيار (عدة كيلومترات) والعمق (مئات الأمتار) والسرعة الحالية (بالأمتار في الثانية). وبالتالي، فإن تيارًا افتراضيًا بعرض 50 كم، وعمق 500 م (0.5 كم)، والتحرك بسرعة 2 م / ث سوف ينقل 50 سيفرت من الماء.

## أمثلة
يزداد النقل المائي في تيار الخليج تدريجيًا من 30 سيفرت في تيار فلوريدا إلى الحد الأقصى الذي يبلغ 150 سيفرت جنوب نيوفاوندلاند عند خط طول 55 درجة غربًا.
التيار المحيط بالقطب الجنوبي، بما يقارب 125 سفيردروب، هو أكبر تيار محيطي.
يبلغ كامل الإيرادات العالمية من المياه العذبة إلى المحيط حوالي 1.2 سفيردروب.